# Erwin Gillmeister
Erwin Gillmeister, född 11 juli 1907 i Thorn i Västpreussen, död 26 november 1993 i München i Bayern, var en tysk friidrottare.
Gillmeister var slutman i det tyska lag som blev Europamästare 1934 på 4 x 100 meter. Övriga lagmedlemmar var  Egon Schein, Gerd Hornberger och Erich Borchmeyer. Två år senare ingick Gillmeister i bronslaget på 4 x 100 meter vid sommarspelen 1936 i Berlin.